# El gentilhome de Reigate
El gentilhome de Reigate (anglès: The Adventure of the Reigate Squire també coneguda com The Adventure of the Reigate Squires i The Adventure of the Reigate Puzzle, és un dels 56 contes de Sherlock Holmes escrits per Sir Arthur Conan Doyle. La història es va publicar per primera vegada a The Strand Magazine al Regne Unit i a Harper's Weekly als Estats Units el juny de 1893. És una de les 12 històries del cicle recollits com Les memòries de Sherlock Holmes.
Doyle va classificar "The Adventure of the Reigate Squire" en dotzè lloc a la seva llista de les seves dotze històries preferides de Holmes.

## Trama
Watson porta Holmes a la finca d'un amic prop de Reigate a Surrey per descansar després d'un cas força extenuant a França . El seu amfitrió és el coronel Hayter. Recentment hi ha hagut un robatori a la finca d'Acton propera en què els lladres van robar un assortiment variat de coses, fins i tot una bola de corda, però res de molt valuós. Aleshores, un matí, el majordom del coronel explica la notícia d'un assassinat en una altra finca propera, la dels Cunningham. La víctima és William Kirwan, el cotxer. L'inspector Forrester s'ha fet càrrec de la investigació, i hi ha una pista física: un tros de paper esquinçat trobat a la mà de William amb unes paraules escrites, inclosa "les dotze menys quarts", que era aproximadament el moment de l'assassinat de William. Holmes s'interessa instantàniament per la nota.
Un dels primers fets que apareixen és que hi ha una disputa legal de llarga data entre els Acton i els Cunningham que implica la propietat d'aproximadament la meitat de la finca actualment en mans dels Cunningham. Holmes entrevista els dos homes de Cunningham, el jove Alec i el seu pare envellit. L'Alec li diu a Holmes que va veure el lladre lluitant amb en William quan es va disparar i en William va caure mort, i que el lladre va sortir corrent per una bardissa cap a la carretera. L'ancià Cunningham afirma que estava fumant a la seva habitació en aquell moment, i l'Alec diu que també s'havia aixecat.
Holmes sap que seria útil fer-se amb la resta de la nota que es troba a la mà d'en William. Creu que l'assassí se la va arrabassar a William i se la va ficar a la butxaca, sense adonar-se mai que un tros d'ell encara estava a la mà del cotxer assassinat. Malauradament, ni la policia ni Holmes poden obtenir cap informació de la mare de William, perquè és bastant gran, sorda i una mica senzilla.
Holmes, aparentment encara recuperant-se del seu extenuant cas anterior, sembla tenir un atac just quan Forrester està a punt d'esmentar el tros de paper trencat als Cunningham. Després, Holmes comenta que és extraordinari que un lladre entri a la casa dels Cunningham quan els Cunningham encara estaven desperts i tenien llums enceses. Aleshores, aparentment, Holmes comet un error escrivint un anunci que l'ancià Cunningham corregeix.
Holmes insisteix a escorcollar les habitacions dels Cunningham malgrat les seves protestes que el lladre no hi podria haver anat. Veu l'habitació de l'Alec i després la del seu pare, on deliberadament tira una tauleta, enviant unes taronges i una garrafa d'aigua a terra. Els altres no miraven cap a la seva direcció en aquell moment, i Holmes implica que la causa és la maldestra de Watson. Watson juga i comença a recollir les taronges disperses.
Tothom s'adona que Holmes ha sortit de l'habitació. Moments després, hi ha crits d'"assassinat" i "ajuda". Watson reconeix la veu del seu amic. Ell i Forrester corren cap a l'habitació de l'Alec on es troben en Alec intentant estrangular a Holmes i el seu pare sembla que torça el canell d'Holmes. Els Cunningham són retinguts ràpidament i Holmes li diu a Forrester que arresti els dos per assassinar William Kirwan. Al principi, Forrester creu que Holmes ha d'estar boig, però Holmes li crida l'atenció sobre l'aspecte de les seves cares, molt culpable. Després de treure un revòlver de la mà d'Alec, els dos són arrestats. L'arma és la que es va utilitzar per assassinar a William, i se'n va confiscar.

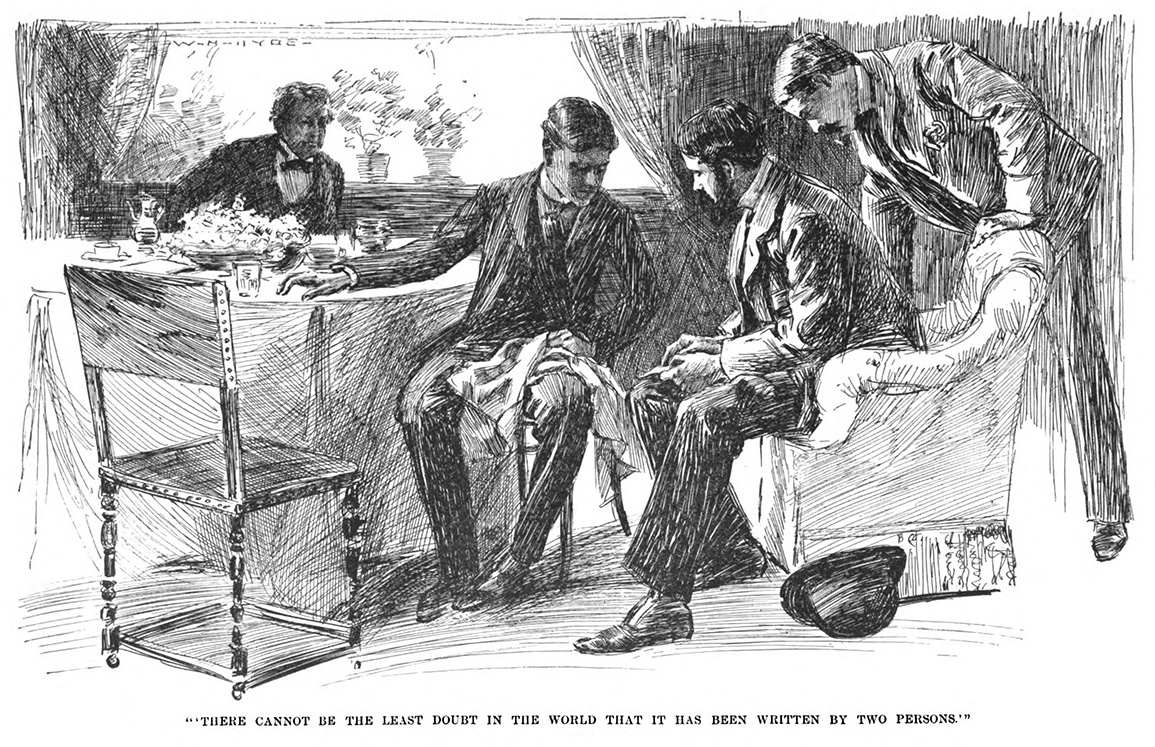
l·lustració de 1893 de W.H. Hyde a Harper's Weekly

Holmes ha trobat la resta de la nota, encara a la butxaca de la bata de l'Alec. S'executa així (les paraules en negreta són les del fragment original):
"Si només vindràs la volta d a quarts de dotze
a la porta est aprendràs què
et sorprendrà molt i potser [ sic ]
ser del millor servei per a vostè i també
a Annie Morrison. Però no diguis res a ningú
sobre l'assumpte".
Holmes, un expert en l'estudi de l'escriptura a mà, revela que abans s'havia adonat a partir del paper trencat que la nota l'havien escrit dos homes, cadascun escrivint paraules alternes. Havia percebut que un home era jove, l'altre bastant més gran, i que estaven emparentats, la qual cosa va portar a Holmes a concloure que els Cunningham van escriure la carta. Holmes va veure que la història dels Cunningham era falsa, ja que el cos de William no té cremades en pols, de manera que no se li va disparar a boca de canó com afirmen els Cunningham. La ruta d'escapament tampoc confirma la seva història: hi ha una séquia pantanosa al costat de la carretera que hauria hagut de travessar l'assassí que fuig, però no hi ha senyals de cap petjada. Holmes havia fingit el seu ajustament per evitar que els Cunningham se'ls recordés i destruïssin la part que faltava de la nota, i va cometre un error a l'anunci a propòsit per aconseguir que l'ancià Cunningham escrigués la paraula "dotze" a mà, per comparar-la amb el fragment de la nota.
La confiança de l'ancià Cunningham es trenca després de la seva detenció i ho explica tot. Sembla que William va seguir els seus dos empresaris la nit que van irrompre a la finca d'Acton (Holmes ja ha deduït que eren ells, a la recerca de documents que recolzaven la reclamació legal del senyor Acton, que no van trobar). Aleshores, William va procedir a fer xantatge als seus empresaris, sense adonar-se que era perillós fer-li una cosa així a l'Alec, i van pensar en utilitzar el recent ensurt del robatori com una manera plausible de desfer-se d'ell. Amb una mica més d'atenció als detalls, podrien haver eludit tota sospita.

## Holmes i Watson
Aquesta és una de les poques històries que mostren una visió de la dedicació de Watson i la seva vida abans de conèixer Holmes, així com la confiança que Holmes tenia en Watson. El coronel Hayter és un antic pacient que Watson va tractar a l'Afganistan i ha ofert la seva casa a Watson i Holmes. Watson admet en convèncer Holmes: "Es necessitava una mica de diplomàcia", perquè Holmes es resisteix a qualsevol cosa que soni a mima o sentimentalisme. Watson també passa per alt els fets de la malaltia de Holmes per excés de treball, la qual cosa implica una redundància perquè tota Europa estava "sonant amb el seu nom".
La salut d'Holmes s'ha esfondrat després d'esforçar-se fins al límit, i el seu èxit en el cas no significa res per a ell davant la seva depressió. Amb els seus assoliments físics i mentals sobrehumans, té un dràstic atac de postració nerviosa i necessita l'ajuda de Watson. Clarament, Holmes no té cap problema a demanar ajuda a Watson quan la necessita, perquè envia un cable i Watson està al seu costat vint-i-quatre hores després. A l'inici del misteri, Watson adverteix a Holmes que descansi, que no comenci amb un nou problema. Tanmateix, Watson sap i ha revelat en altres escrits que la inactivitat és un anatema per a Holmes, i la seva precaució sembla feble. Holmes ho pren tot amb humor, però el lector no dubta que la seva ment està ansiosa a la pista del crim. En acabar, li diu a Watson: "Crec que el nostre descans tranquil al país ha estat un èxit evident, i sens dubte tornaré molt vigoritzat, a Baker Street demà".

## Historial de la publicació
La història només portava el títol "The Adventure of the Reigate Squire" quan es va publicar a The Strand Magazine. Quan va ser recollit en forma de llibre, es va anomenar "The Reigate Squires", el nom amb el qual es coneix més sovint.
La història es va publicar al Regne Unit a The Strand Magazine el juny de 1893, i als Estats Units a Harper's Weekly el 17 de juny de 1893. També es va publicar a l'edició nord-americana del Strand el juliol de 1893. Es va publicar a Harper's Weekly com "The Reigate Puzzle". La història va ser publicada amb set il·lustracions de Sidney Paget a The Strand Magazine, i amb dues il·lustracions de W.H. Hyde a Harper's Weekly. Va ser inclòs a la col·lecció de contes The Memoirs of Sherlock Holmes, que es va publicar al Regne Unit el desembre de 1893 i als Estats Units el febrer de 1894.

## Adaptacions

### Cinema i televisió
Un dels curtmetratges de la sèrie de pel·lícules Éclair de 1912 es va basar en la història. El curtmetratge, titulat The Reigate Squires, va ser protagonitzat per Georges Tréville com Sherlock Holmes.
La història va ser adaptada com a curtmetratge, també titulat The Reigate Squires, l'any 1922 com a part de la sèrie de pel·lícules Stoll protagonitzada per Eille Norwood com Holmes.
"The Reigate Squires" va ser adaptat per a un episodi de televisió de 1951 Sherlock Holmes protagonitzat per Alan Wheatley com Holmes.

### Drames radiofònics i àudio
Edith Meiser va adaptar la història com a episodi de la sèrie de ràdio nord-americana  The Adventures of Sherlock Holmes amb Richard Gordon com Sherlock Holmes i Leigh Lovell com el Dr. Watson. L'episodi, titulat "The Reigate Puzzle", es va emetre el 29 de desembre de 1930. Un altre episodi adaptat de la història es va emetre el 29 de febrer de 1936, sota el títol "The Adventure of the Reigate Puzzle" (amb Gordon com a Holmes i Harry West com a Watson).
Meiser també va adaptar la història com a episodi de la sèrie de ràdio The New Adventures of Sherlock Holmes amb Basil Rathbone com a Holmes i Nigel Bruce com a Watson. L'episodi, titulat "The Reigate Puzzle", es va emetre el 26 de febrer de 1940.
Michael Hardwick va adaptar una adaptació radiofònica del BBC Light Programme de 1961, titulada "The Reigate Squires", com a part de la sèrie de ràdio de 1952-1969 protagonitzada per Carleton Hobbs com Holmes i Norman Shelley com Watson.
Una adaptació titulada "The Reigate Squires" es va emetre a la ràdio de la BBC el 1978, protagonitzada per Barry Foster com Holmes i David Buck com Watson.
La història va ser adaptada com a episodi de CBS Radio Mystery Theater titulat "The Reigate Mystery". L'episodi, protagonitzat per Gordon Gould com Sherlock Holmes i William Griffis com el Dr. Watson, es va emetre per primera vegada el novembre de 1982.
"The Reigate Squires" va ser dramatitzat per a BBC Radio 4 l'any 1992 per Robert Forrest, com a part de la sèrie de ràdio 1989–1998 protagonitzada per Clive Merrison com Holmes i Michael Williams com Watson. Va comptar amb Peter Davison com l'inspector Forrester, Roger Hammond com el senyor Cunningham, Struan Rodger com Alec Cunningham i Terence Edmond com el senyor Acton.
Un episodi del 2015 de The Classic Adventures of Sherlock Holmes, una sèrie del programa de ràdio nord-americà Imagination Theatre, va ser adaptat de la història, amb John Patrick Lowrie com a Holmes i Lawrence Albert com a Watson. L'episodi es titula "The Reigate Squires".
El 2024, el podcast Sherlock&Co va adaptar la història en una aventura de dos capítols anomenada "The Reigate Squire", protagonitzada per Paul Waggot com Watson i Harry Attwell com Sherlock.